# Quân đội Đồng minh Dân chủ Dân tộc Miến Điện
Quân đội Đồng minh Dân chủ Dân tộc Miến Điện (Myanmar National Democratic Alliance Army-MNDAA) là một tổ chức vũ trang sắc tộc hoạt động chủ yếu tại các bang Shan và Kachin, miền bắc Myanmar. Nhóm này được thành lập vào năm 1989 sau khi tách ra từ Đảng Cộng sản Miến Điện. Quân đội này là lực lượng đầu tiên ký thỏa thuận ngừng bắn với chính phủ Miến Điện. Thỏa thuận ngừng bắn kéo dài trong khoảng hai thập niên. 

## Lịch sử
Nhóm được thành lập vào ngày 12 tháng 3 năm 1989 khi Bành Gia Thanh (còn được viết là Peng Jia Sheng hoặc Phone Kyar Shin), là người lãnh đạo địa phương của Đảng Cộng sản Miến Điện, quyết định tách ra khỏi chính quyền cộng sản do sự bất mãn và thành lập tổ chức MNDAA. Cùng với người em trai Bành Gia Phú, họ đã tạo nên một đơn vị mới tại khu vực Kokang, với lực lượng quân sự gồm từ 1.500 đến 2.000 người. MNDAA nhanh chóng trở thành nhóm đầu tiên ký thỏa thuận ngừng bắn với chính phủ Miến Điện. Là nhóm tiên phong ký lệnh ngừng bắn tại Bang Shan, chính quyền trung ương Miến Điện đã công nhận khu vực Kokang do MNDAA kiểm soát là "Miến Điện Liên bang Đệ nhất Đặc khu" (tiếng Trung: 缅甸掸邦第一特区; tiếng Miến Điện: မြန်မာနိုင်ငံ ရှမ်းပြည်နယ်အထူးဒေသ (၁)). Sau khi thỏa thuận ngừng bắn được ký kết, khu vực này đã trải qua sự phát triển kinh tế mạnh mẽ, trong đó cả MNDAA và lực lượng Tatmadaw ( Lực lượng vũ trang Myanmar) của Myanmar đều hưởng lợi từ việc tăng cường sản xuất và chế biến thuốc phiện, heroin. Khu vực này cũng trở thành một trung tâm sản xuất methamphetamine. MNDAA và các nhóm bán quân sự khác đã kiểm soát các khu vực trồng trọt, điều này đã biến họ thành mục tiêu hấp dẫn cho các băng nhóm buôn bán ma túy và tội phạm có tổ chức. Nhóm Peace Myanmar ( Peace Myanmar Group - PMG Myanmar ) bị cáo buộc tham gia rửa tiền và tái  đầu tư lợi nhuận từ ma túy của MNDAA vào các hoạt động kinh tế hợp pháp.

## Hoạt động
Nhóm này đã tham gia vào nhiều cuộc đụng độ với quân đội chính phủ và các nhóm vũ trang khác trong khu vực.Tiêu biểu là Chiến dịch 1027.

## Quan hệ quốc tế
MNDAA không chiến đấu đơn độc mà còn hợp tác với các nhóm vũ trang khác ở Myanmar, như Quân đội Liên minh Dân chủ Quốc gia Ta’ang (TNLA) và Quân đội Giải phóng Quốc gia Arakan (AA), trong một liên minh được gọi là Liên minh Ba Anh Em. Liên minh này chủ yếu nhắm đến việc đối đầu với quân đội Myanmar và thúc đẩy quyền tự trị cho các nhóm dân tộc thiểu số. MNDAA cũng có mối quan hệ phức tạp với Trung Quốc. Mặc dù Trung Quốc chính thức không ủng hộ các nhóm vũ trang, nhưng có báo cáo cho rằng MNDAA đã nhận được sự hỗ trợ từ một số phần tử tại Trung Quốc, do mối liên hệ lịch sử và dân tộc giữa người Kokang và Trung Quốc.

## Nhân tố Trung Quốc
Trung Quốc và vai trò gây tranh cãi trong nỗ lực đàm phán hoà bình. Vào năm 2016, Trung Quốc đã quyết định rót 3 triệu USD để hỗ trợ tiến trình đàm phán hòa bình ở Myanmar, nhằm xúc tiến đối thoại giữa chính phủ Myanmar và các nhóm phiến quân với hy vọng chấm dứt xung đột kéo dài tại các khu vực biên giới. Tuy nhiên, tiến trình đàm phán này gặp nhiều trục trặc khi có sự tham gia của Trung Quốc, mặc dù họ luôn khẳng định mong muốn ổn định khu vực. Một nhà đàm phán hàng đầu của Myanmar, ông Min Zaw Oo, cáo buộc rằng Trung Quốc thực chất đang tìm cách phá hoại các cuộc đàm phán này, không muốn chính phủ Myanmar và các nhóm phiến quân đạt được thỏa thuận ngừng bắn. Theo ông, các đặc phái viên của Trung Quốc đã gây sức ép lên hai nhóm nổi dậy quan trọng ở vùng biên giới với Trung Quốc, ngăn cản họ ký kết thỏa thuận hòa bình với chính phủ Myanmar.

Min Zaw Oo nhấn mạnh rằng, kể từ khi có sự can thiệp của đặc phái viên Trung Quốc, chỉ có 8 trong số 15 nhóm nổi dậy tham gia đàm phán. Một số nhóm, như Nhóm Nhà nước Wa Thống nhất (UWSA), nhận tài trợ từ Trung Quốc, thậm chí đã nhận được chỉ thị từ chính quyền tỉnh Vân Nam, Trung Quốc, yêu cầu không được dính líu đến Nhật Bản và phương Tây trong quá trình đàm phán ngừng bắn. Ông Min Zaw Oo nói với hãng tin Reuters rằng: 
“Trung Quốc luôn miệng nói họ muốn ổn định, nhưng cùng lúc họ cũng muốn gây ảnh hưởng lên các nhóm nổi dậy dọc biên giới với Trung Quốc”. 
Ông Min Zaw Oo nói rằng ông cố không muốn nói ra chuyện này nhưng “đã đến lúc cần phải chấm dứt sự rỉ rả”. Điều này dẫn đến những nghi ngờ về vai trò thực sự của Trung Quốc trong quá trình đàm phán hòa bình tại Myanmar, và làm dấy lên lo ngại rằng Trung Quốc có thể đang cố ý làm trì trệ tiến trình để phục vụ các mục tiêu thâm sâu của họ.

## Cáo buộc hành quyết
MNDAA đã tổ chức nhiều vụ hành quyết công khai. Liên minh Châu Âu lên án các vụ hành quyết "bằng những lời lẽ mạnh mẽ nhất", gọi chúng là "một hình phạt vô nhân đạo và hạ nhục, thể hiện sự phủ nhận nhân phẩm con người".  Nhóm này cũng bị cáo buộc đã cưỡng bức tuyển dụng công nhân nhập cư làm chiến binh và hành quyết những kẻ đào ngũ.

## Tình hình hiện tại
Tình hình ở miền bắc Myanmar vẫn đang rất căng thẳng với nhiều cuộc đụng độ giữa MNDAA và quân đội chính phủ. Các nỗ lực hòa bình vẫn đang tiếp tục, nhưng các cuộc đàm phán này mang lại hoà bình không lâu.Các cuộc xung đột kéo dài đã gây ra nhiều tổn thất về người và tài sản trong khu vực.